# Viejos creyentes
Los viejos creyentes (en ruso: староверы) o raskólniki (de raskol o cisma, en ruso: раскол), también conocidos como viejos ritualistas y oficialmente llamados Iglesia Ortodoxa del Viejo Rito, son una denominación cristiana escindida del cristianismo ortodoxo por ser partidarios de la vieja liturgia y cánones eclesiásticos, lo que les llevó a rechazar la reforma de Nikon de 1654, fecha en la que se separaron de la Iglesia ortodoxa rusa y a partir de la cual fueron cruelmente perseguidos y diezmados. Su líder principal fue el protopapa y escritor Avvakum (1620-1682).

## Historia
Conservadores de una moral estricta, partidarios de la prohibición tajante del alcohol y del tabaco, y de la prohibición de rasurarse la barba. Para evitar lo que fue a su parecer la profanación de la fe, muchos de los viejos creyentes escaparon a las regiones remotas de Rusia o se quemaron vivos con sus familias.
Bajo el reinado de Pedro el Grande de Rusia, los viejos creyentes sufrieron persecuciones muy duras y le consideraron anticristo por ello y también por implantar los trajes y costumbres europeos. 

## Rito

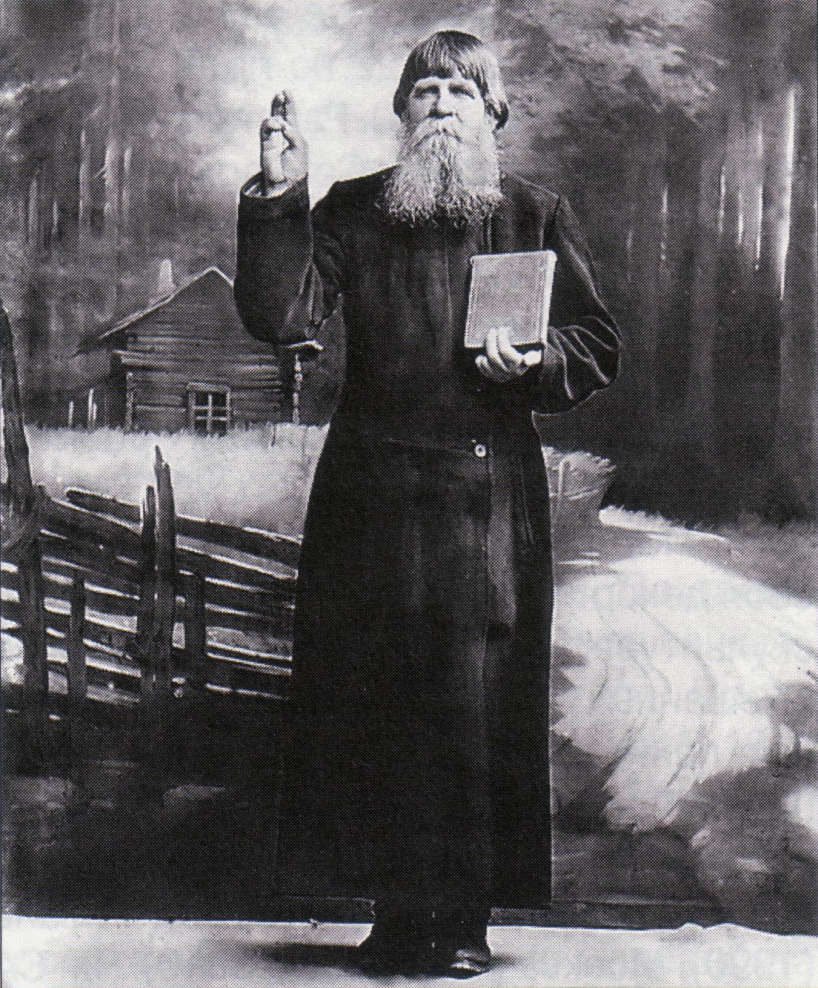
Un viejo creyente de Olónets (Carelia). Principios del

Entre otras particularidades, los viejos creyentes se persignan con dos dedos, índice y corazón, a diferencia de los seguidores de la Iglesia ortodoxa rusa, o nikonianos, que se persignan con tres (pulgar, índice y corazón). Aunque comparten los dogmas fundamentales de la fe ortodoxa, las diferencias entre los viejos creyentes y los ortodoxos oficiales radican en cuestiones de autoridad, tradición, rituales y sacramentalidad, las cuales los viejos creyentes han elevado al nivel de doctrina. Esto les da un carácter distintivo dentro del cristianismo ortodoxo, aunque no representan un sistema doctrinal completamente diferente.
El Concilio de la Iglesia ortodoxa rusa celebrado en 1971 declaró nulas ciertas prohibiciones impuestas a los viejos creyentes en los concilios de 1656 y 1667. En la actualidad la práctica religiosa de los viejos creyentes está legalizada en Rusia y existen varios conventos, así como en otros estados de la antigua Unión Soviética y Uganda. También hay comunidades en Argentina y Uruguay (Colonia Ofir en el departamento de Río Negro).

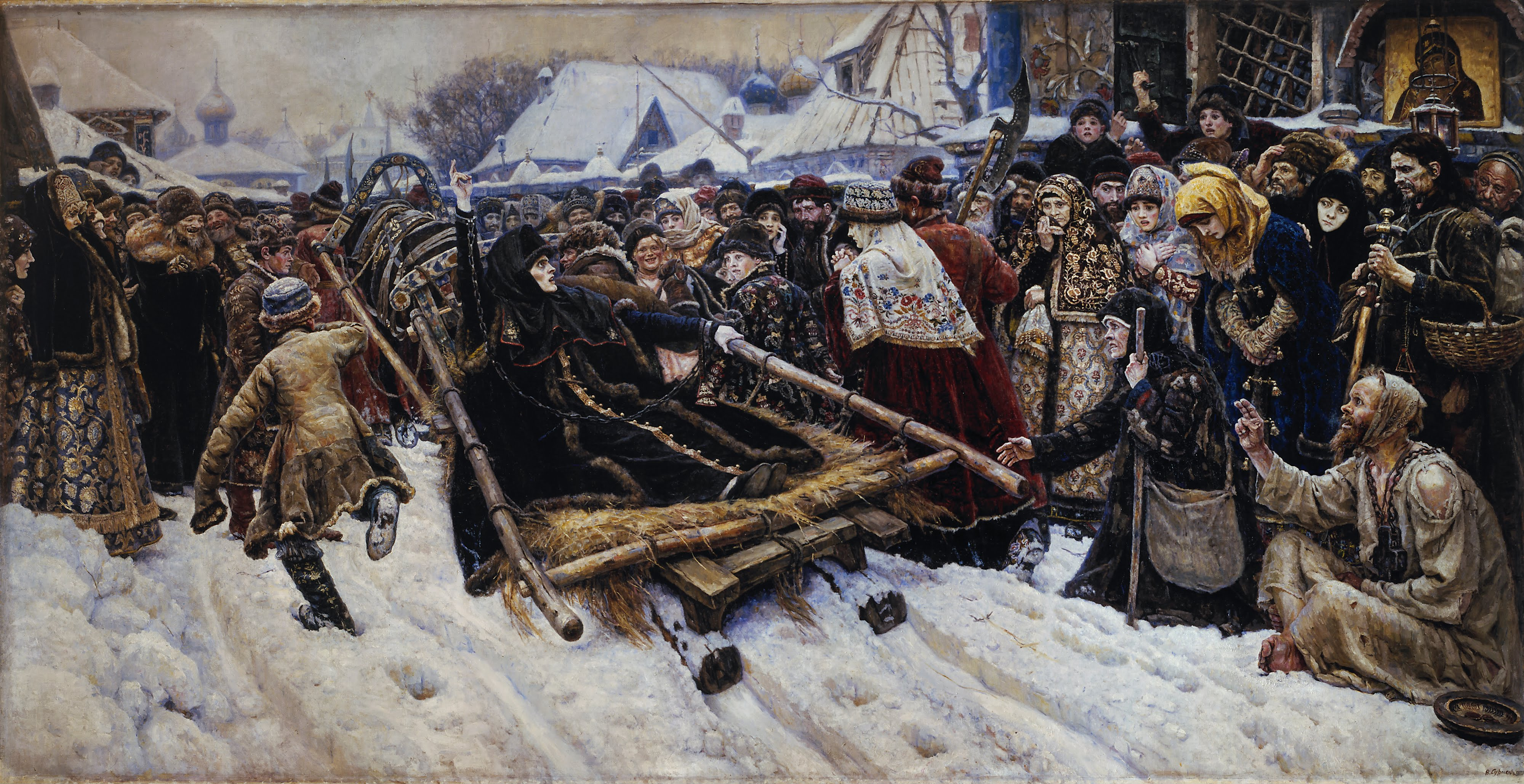
El óleo La boyarda Morózova de Vasili Súrikov. 1877. Galería Tretiakov. Moscú.